# シグヴァルド・ベルナドッテ
シグヴァルド・オスカル・フレドリク・ベルナドッテ（Sigvard Oscar Fredrik Bernadotte, 1907年6月7日 - 2002年2月4日）は、スウェーデンのインダストリアルデザイナーである。シグヴァルドはグスタフ6世アドルフと最初の妻マーガレット・オブ・コノートの次男に生まれ、元々はウップランド公シグヴァルド王子として知られていたが1934年に平民と結婚したため王族の称号を失い、その後ヴィスボリのベルナドッテ伯爵（Count Bernadotte af Wisborg）の称号を授かった。

## 結婚
シグヴァルド・ベルナドッテは3度結婚した。1934年3月8日にロンドンでアントン・パツェック（Anton Patzek）とその妻マリア・アンナ・ラーラ（Marie Anna Lala）の娘で平民のエリカ・マリア・パツェック（Erica Maria Patzek、ヴィルマースドルフ：Wilmersdorf生まれ 1911年7月12日 - 2007年7月20日）と結婚した。この貴賤結婚により王室が結婚に同意するしないにかかわらずシグヴァルドは王子の称号を失い、王位継承権者（line of succession）から締め出された。シグヴァルドとエリカの間に子供はおらず、1943年10月14日に離婚した。
わずか12日後の10月26日にシグヴァルドはコペンハーゲンで別の平民、ロベルト・アレクサンダー・クリスチャンセン・ロベルト（Robert Alexander Christensen Robbert）とその妻エッバ・エリザーベト・スヴェンソン（Ebba Elisabeth Svenson）の娘のソーニャ・クリスチャンセン・ロベルト（Sonja Christensen Robbert：コペンハーゲン生まれ 1909年10月12日 - 2004年5月21日）と結婚した。2人は1944年8月21日に息子のミーケル・シグヴァルド・ベルナドッテ・アフ・ヴィスボリ伯爵（Count Michael Sigvard Bernadotte af Wisborg）を儲けたが、1961年6月6日に離婚した。
1カ月後の1961年7月30日にシグヴァルドは、ヘルネ・リンドベリ（Helge Lindberg）とその妻テイラ・ダールマン（Thyra Dahlman）の娘でガブリエル・チャン（Gabriel Tchang、ストックホルム駐在中国公使の息子。妻との間に2人の子供）の妻であったグラン・マリー（Gullan Marie）別称マリアン・リンドベリ（Marianne Lindberg：ヘルシンボリ生まれ 1924年7月15日 - ）とストックホルムで結婚し、後にマリアンはマリアン・ベルナドッテ・アフ・ヴィスボリ伯爵夫人（Marianne Bernadotte, Countess of Wisborg）となった。

## 称号
1951年7月2日にルクセンブルク大公のシャルロット・ルクセンブルクによりシグヴァルドはベルナドッテ・アフ・ヴィスボリ（Bernadotte af Wisborg）伯爵に叙された。1983年5月28日にシグヴァルドはスウェーデン通信社（Tidningarnas Telegrambyrå：TT）に自分が王子の地位に復帰すると知らせた。
長年シグヴァルドは王子の地位への復帰を請願していた（一方で王位継承権は求めていなかった）が、カール16世グスタフ (スウェーデン王)はけっしてそれを認めず、叔父からは距離を保ったままであった。シグヴァルドは王子の地位への復帰を求めて欧州人権裁判所（ECHR）へ訴えたが、ECHRはシグヴァルドの死後の2004年に請求を棄却した。

## 職業人
インダストリアルデザイナーとしてシグヴァルドは、ジョージ・ジェンセン（Georg Jensen）向けの高級銀器からプラスチック製の日用品まで幅広い製品のデザインで知られている。

## 子孫
2回目の結婚でシグヴァルドは一人の男子を儲けた。
- ミーケル・シグヴァルド・ベルナドッテ・アフ・ヴィスボリ伯爵（1944年8月21日、コペンハーゲン生まれ）は、1976年2月にエルンスト・フェルホイェル（Ernst Vellhöjer）別称ヴェルホファー（Wellhöfer）と妻のエルナ・クロマー（Erna Kromer）の娘クリスチーネ・フェルホイェル（Christine Vellhöjer）別称ヴェルホファー（Wellhöfer）（1947年4月26日、シュトゥットガルト生まれ）とシュトゥットガルトで結婚し、一人娘を儲けた。
  - カイサ・ミーケル・ソフィア・ベルナドッテ・アフ・ヴィスボリ女伯爵（Countess Kajsa Michaela Sophia Bernadotte af Wisborg、1980年10月12日、シュトゥットガルト生まれ）